# 도쿠시마현 제1구
도쿠시마현 제1구(徳島県 第1区)는 일본의 중의원 선거구이다. 1994년 공직선거법으로 신설되었다.

## 지역
- 도쿠시마시
- 고마쓰시마시
- 아난시
- 가쓰우라군
- 묘도군
- 묘자이군
- 나카 군
- 가이후군

## 역대 중의원 의원
- 센고쿠 요시토 (소속정당: 민주당 → 민주당 → 민진당 임기: 1996년 ~ 2012년)
- 후쿠야마 마모루 (소속정당: 자유민주당 임기: 2012년 ~ 2014년)
- 고토오다 마사즈미 (소속정당: 자유민주당 임기: 2014년 ~ 현재)